# عبدالصمد آکین
عبدالصمد آکین (انگلیسی: Abdulsamed Akin؛ زادهٔ ۱۷ ژوئیهٔ ۱۹۹۱) بازیکن فوتبال اهل آلمان است.